# 安部孝一
安部 孝一（あべ こういち、1892年11月16日 - 1977年10月27日）は、日本の陸軍軍人。最終階級は陸軍中将。

## 経歴
宮城県出身。1914年5月、陸軍士官学校（26期）を卒業し、同年12月、歩兵少尉任官。歩兵第29連隊付となる。1927年12月、陸軍大学校（39期）を卒業した。
歩兵第29連隊中隊長、歩兵第4連隊大隊長などを経て、第9師団参謀として第一次上海事変に出動した。参謀本部員、同戦史課長兼戦略戦術課長などを歴任。1938年3月、第9師団参謀長として日中戦争に出征。徐州会戦、武漢作戦に参加。歩兵第87連隊長として満州に駐屯し、1940年12月、陸軍少将に進級。第48歩兵団長として海南島に赴任。
太平洋戦争では、マニラ占領、ジャワ攻略戦などに従軍。1943年6月、前橋陸軍予備士官学校長となり、1944年5月、陸軍中将に進級。第107師団長としてアルシャン（阿爾山）の防衛に当った。1945年8月、ソ連軍の進攻を受け、退却作戦を実行した。停戦命令が届かなかったため、終戦後も戦闘を継続し、停戦したのは8月29日のことであった。8月18日に安部は「無線機のラジオ受信により新京から放送した終戦の事実を知つたが（中略）謀略放送の疑なきにしもあらずと考え部下に之を知らせ」（安部孝一元師団長の手記『日ソ線における第百七師団の作戦』）ず、戦闘を続行した。その後シベリア抑留となり、1956年12月に復員した。
1948年（昭和23年）1月31日、公職追放仮指定を受けた。

## 栄典
- 1945年（昭和20年）5月17日 - 勲一等瑞宝章[2]